# 纳帕斯克阿克 (阿拉斯加州)
纳帕斯克阿克（英語：Napaskiak），是美国阿拉斯加州的一座城市。该市的人口在2000年为390人，2010年有405人。人口在阿拉斯加州排行第70。